# هادلی (ایندیانا)
هادلی (به انگلیسی: Hadley) یک منطقهٔ مسکونی در ایالات متحده آمریکا است که در شهرستان هندریکس، ایندیانا واقع شده‌است. هادلی ۲۷۱٫۸۸ متر بالاتر از سطح دریا واقع شده‌است.